# Frigyes Klug
Frigyes Vilmos Klug (auch Friedrich Klug oder Ferenc Klug; * 5. August 1887 in Budapest; † 7. September 1962 ebenda) war ein ungarischer Fußballschiedsrichter und -funktionär.

## Werdegang
Klug, der 1910 sein Ingenieurstudium abschloss, war ein vielseitiger Sportler – er spielte beispielsweise Tennis, Fußball und focht. Sein erster Sportverein war der Magyar ÚE Budapest. Während seines Studiums an der Universität Budapest spielte er für den Műegyetemi AFC.
In den 1900er-Jahren legte Klug beim Magyar Labdarúgó Szövetség die Schiedsrichterprüfung ab und pfiff von 1909 bis 1914 sowie von 1925 bis 1931 insgesamt 103 Partien auf höchster nationaler ebene in der Nemzeti Bajnokság.
Im Juni 1927 leitete Klug im Budapester Hungária-körúti-Stadion vor etwa 9.000 Zuschauern  das Finale im Ungarischen Fußballpokal 1926/27, in dem sich Ferencváros Budapest mit 3:0 gegen Újpest Budapest durchsetzte. Am 17. März 1929 pfiff er sein erstes Länderspiel – das Freundschaftsspiel zwischen der Tschechoslowakei und Österreich im Prager Stadion Letná endete 3:3.
1933 wurde Klug FIFA-Schiedsrichter. Am 3. September desselben Jahres leitete er das Finalhinspiel im Mitropapokal 1933 zwischen Ambrosiana-Inter und Austria Wien, das vor ca. 35.000 Zuschauern in der Mailänder Arena Civica 2:1 für die Gastgeber endete. Den Titel im Wettbewerb sicherte sich dennoch die Austria durch einen 3:1-Rückspielsieg fünt Tage später im Wiener Praterstadion.
Am 4. Juli 1937 schiedste Klug im Stadion Miejski in Łódź mit dem Freundschaftsspiel Polen gegen Rumänien (Endstand 2:4) sein zweites und gleichzeitig letztes Länderspiel. Wenig später zog er sich vom aktiven Schiedsrichterwesen zurück.
Danach war Klug als Funktionär aktiv. Er arbeitete als Generalsekretär und später Vizepräsident beim Műegyetemi AFC und war außerdem zeitweise Generalsekretär der nationalen ungarischen Schiedsrichterkommission.
Im Jahr 1958 verlieh ihm der Präsident des Ungarischen Amtes für Leibeserziehung und Sport (Magyar Testnevelési és Sporthivatal, MTSH) das Abzeichen „Herausragender Arbeiter im Bereich Leibeserziehung und Sport“.
Frigyes Klug starb im September 1962 im Alter von 75 Jahren im XIII. Budapester Bezirk.